# Bortnîkî, Fastiv
Bortnîkî (în ucraineană Бортники) este o comună în raionul Fastiv, regiunea Kiev, Ucraina, formată numai din satul de reședință.

## Demografie
Componența lingvistică a comunei Bortnîkî
     Ucraineană (94,23%)
     Rusă (5,77%)
Conform recensământului din 2001, majoritatea populației comunei Bortnîkî era vorbitoare de ucraineană (94,23%), existând în minoritate și vorbitori de rusă (5,77%).